# Heteropoda eungella
Heteropoda eungella är en spindelart som beskrevs av Davies 1994. Heteropoda eungella ingår i släktet Heteropoda och familjen jättekrabbspindlar.
Artens utbredningsområde är Queensland. Inga underarter finns listade i Catalogue of Life.